# Toto (glasbena skupina)
Toto je nekdanja ameriška rock skupina, ustanovljena leta 1977 v Los Angelesu, Kalifornija. Zadnjo zasedbo skupine so sestavljali Joseph Williams (vokal), David Paich (klaviature, vokal), Steve Porcaro (klaviature), Steve Lukather (kitara, vokal) ter gostujoči glasbeniki Shem von Schroeck (bas), Warren Ham (saksofon), Lenny Castro (tolkala) in Shannon Forrest (bobni). Skupina je znana po svojem »soft rock« glasbenem slogu z elementi popa, rocka, funka, progresivnega rocka, hard rocka, bluesa in jazza.
David Paich in Jeff Porcaro sta kot studijska glasbenika skupaj igrala na številnih albumih in se odločila za ustanovitev skupine. Pridružili so se jima še David Hungate, Steve Lukather, Steve Porcaro in Bobby Kimball. Skupina je postala medijsko znana po izdaji prvega albuma Toto leta 1978. Z izdajo njihovega najboljšega albuma, Toto IV leta 1982, je postala ena izmed skupin z največ prodanimi ploščami tistega časa. Njihove najbolj znane skladbe, ki so osvojile vrhove glasbenih lestvic, so »Hold the Line«, »Rosanna« in »Africa«. Skozi leta je prišlo do številnih menjav v zasedbi. Hungate je skupino zapustil leta 1982, Kimball pa leta 1984, vendar se je leta 1998 skupini ponovno pridružil in ostal njen član do leta 2008. Jeff Porcaro je umrl leta 1992 zaradi srčnega infarkta. Hungate se je kasneje še enkrat pridružil skupini kot gostujoči glasbenik na turnejah in kasneje zopet kot redni član. Leta 2008 je Lukather zapustil Toto, ostali člani pa so se razšli. Poleti 2010 se je skupina ponovno združila in odšla na krajšo evropsko turnejo, a brez Mika Porcara, ki je zaradi zdravstvenih težav prenehal z glasbenim udejstvovanjem. Leta 2017 je skupina praznovala 40. obletnico delovanja, po koncu turneje leta 2019 pa je skupina objavila vest o daljšem premoru.
Skupina je izdala skupno 14 studijskih albumov in jih prodala v več kot 40 milijonih izvodov. Osvojila je več grammyjev in bila leta 2009 sprejeta v Glasbeni hram slavnih.

## Zgodovina

### Začetki (1977)
Člani skupine Toto so kot studijski glasbeniki sodelovali na številnih ploščah pri izvajalcih, kot so Steely Dan, Boz Scaggs, Sonny and Cher in številnih drugih. Klaviaturist David Paich, sin studijskega glasbenika Martyja Paicha, je kot studijski glasbenik igral z bobnarjem Jeffom Porcarom, ki ga je spoznal v srednji šoli. Skupaj sta igrala v srednješolski glasbeni skupini »Rural Still Life«, Paich pa je želel z njim ustanoviti lastno skupino. Vanjo sta povabila Davida Hungatea, ki je bil prav tako studijski glasbenik. Kasneje sta v skupino povabila še kitarista Steva Lukatherja in Jeffovega brata, klaviaturista Steva Porcara. Z dodatnim prihodom pevca Bobbyja Kimballa je začela skupina leta 1977 ustvarjati svoj prvi album, potem ko je podpisala pogodbo z založbo Columbia Records.

### Ime skupine in prvi album (1977–1979)
Po anekdoti naj bi Jeff Porcaro po prvih snemanjih s skupino v studiju na skupinine posnetke napisal »Toto«, da bi posnetke lažje razločil od drugih. V začetku 80. let so člani skupine dejali, da so jo imenovali po psu iz Čarovnika iz Oza. Po zaključku snemanja prvega albuma skupina še vedno ni imela imena. David Hungate je predlagal »In Toto« kar v latinščini pomeni »vseobsegajoč«. Ker so člani skupine sodelovali s številnimi izvajalci različnih glasbenih zvrsti, so ime »Toto« sprejeli za svojega.
Po izdaji albuma Toto, se je ta hitro vzpel po lestvici. Popularen je postal na račun hita »Hold the Line«, kot tudi dveh visoko uvrščenih skladb »I'll Supply the Love« in »Georgy Porgy«. Skupina je postala medijsko prepoznavna in je bila nominirana za grammyja za najboljšega novega izvajalca. V začetku leta 1979 se je skupina odpravila na prvo ameriško turnejo za promocijo albuma Toto. Na turnejo sta z njimi šla še dva dodatna glasbenika, Tom Kelly (kitara, vokal) in Lenny Castro (tolkala).

### HydrainTurn Back(1980–1981)
Po zaključku prve turneje je skupina začela pripravljati nov album Hydra, s hit singlom »99« (inspiracija za skladbo je bil film THX 1138), ki je izšel konec leta 1979. Skoraj 30 let kasneje je Steve Lukather priznal, da je kljub njeni popularnosti skladbo »99« sovražil in je to zanj ena od najmanj priljubljenih skladb skupine. Kmalu nato so jo zato prenehali izvajati na koncertih, vse do turneje ob 35. obletnici skupine. Skupina je prav tako posnela nekaj promocijskih glasbenih spotov. Kljub temu, da album Hydra ni doživel medijskega uspeha, je vseeno postal zlat. Po izdaji albuma je skupina odšla na turnejo »Hydra Tour«, ki se je odvijala v Ameriki in Evropi. Turneja je trajala od februarja do junija 1980.
V začetku leta 1981 je skupina izdala tretji album Turn Back, ki je vseboval več kitarskih in manj klaviaturskih vložkov kot prejšnja dva albuma.
15. decembra 1981 je bil Bobby Kimball aretiran zaradi prodaje kokaina policistu pod krinko.

### Toto IV(1982)
Leta 1982 se je začela najuspešnejša doba skupine Toto. Po majhnem zanimanju za ploščo Turn Back je skupina sklenila novo pogodbo z založbo in posnela odlično ploščo. Trikrat platinasti album Toto IV je najuspešnejši album skupine Toto in eden najuspešnejših albumov iz 80-ih let nasploh. Vsi trije singli z albuma (»Rosanna«, »Africa« in »I Won't Hold You Back«) so bili uvrščeni med Top 10 na Billboardovi lestvici. Album se je uvrstil tudi na številne tuje lestvice. »Africa« je dosegla vrh lestvice februarja 1983 in jo je vrtela večina svetovnih radiev, »Rosanna« pa je prejela številne nominacije za grammyje. Toto IV je osvojil šest grammyjev, vključno z grammyjem za skladbo leta (»Rosanna«), album leta (Toto IV) in izvajalca leta. V tem času je Steve Porcaro sicer imel razmerje z igralko Rosanno Arquette, vendar je avtor besedila David Paich dejal, da skladba ne govori o njej. Toto so izdali še singl »Make Believe«, ki je bil tudi precej uspešen, nato pa odšli na turnejo, ki je trajala celo leto.

### Isolation(1982–1985)
Kmalu po izdaji Toto IV je basist David Hungate zapustil Toto. Hungate, ki se je leta 1982 preselil v Nashville, se je odpovedal skupini zaradi svoje družine. Zamenjal ga je Stevov in Jeffov brat Mike Porcaro. Glavni pevec Bobby Kimball je vse leto hodil po sodiščih zaradi obtožbe posedovanja drog. 28. maja 1983 je bil spoznan za nedolžnega, a so ga ostali člani leta 1984 kljub temu odpustili. Kasneje tega leta je skupina napisala glasbo za film Dune.
Člani Toto so mesto glavnega pevca ponudili Richardu Pageu (Mr. Mister), ki pa je ponudbo zavrnil. Fergie Frederiksen je tako postal novi glavni vokalist in skupina je z njim posnela album Isolation, ki je izšel novembra 1984. Isolation ni bil tako uspešen kot Toto IV, vendar je vseeno prejel zlato certifikacijo. Turneja Isolation se je začela februarja 1985 in je trajala tri mesece.

### FahrenheitinThe Seventh Onez Josephom Williamsom (1985–1988)
Po koncu turneje Isolation je Frederiksen skupino zapustil. Lukather je priznal, da se ostali člani niso najbolje razumeli z njim, ker je imel težave pri snemanju. Skupina je na avdicijo za glavnega pevca povabila Josepha Williamsa, sina znanega filmskega skladatelja Johna Williamsa. Williams je avdicijo opravil in postal njihov novi glavni pevec. Z Josephom Williamsom so Toto posneli album Fahrenheit, ki je izšel oktobra 1986. Album Fahrenheit je bil bolj pop-rockovsko obarvan. »I'll Be Over You« in »Without Your Love« sta postala hit singla. Pri snemanju so sodelovali številni gostujoči glasbeniki: tako so z legendarnim jazzovskim trobentačem Milesom Davisom posneli instrumentalno skladbo »Don't Stop Me Now«, Michael McDonald je prispeval spremljevalni vokal pri skladbi »I'll Be Over You«, pevec Eaglesov Don Henley pa je bil spremljevalni vokalist pri skladbi »Lea«. Po izdaji albuma je skupina odšla še na eno svetovno turnejo. Steve Porcaro je po njenem koncu leta 1987 zapustil Toto, da bi se lahko posvetil filmski glasbi. Fahrenheit je postal zlat 3. oktobra 1994. Steva Porcara ni nihče zamenjal, ker se je skupina odločila, da nadaljuje s petimi člani. Porcaro je kasneje skupini pomagal pri snemanju albumov, prav tako je odšel na njihovo turnejo leta 1988. Po letu 1988 je Davidu Paichu na turnejah pomagal gostujoči glasbenik John Jessel. Leta 1988 je skupina izdala naslednji album The Seventh One. Singl »Pamela« je postal zelo popularen in je bil zadnji njihov singl, ki se je uvrstil med prvih 40 na ameriški lestvici. The Seventh One je postal najuspešnejši album Toto po albumu Toto IV. Promocijska turneja je potekala julija 1988.

### Past To Presentin Jean-Michel Byron (1988–1990)
Kljub temu, da je bila turneja The Seventh One zelo uspešna, je skupina po končani turneji zamenjala glavnega vokalista Josepha Williamsa. Želeli so si ponovnega sodelovanja s prvim pevcem Bobbyjem Kimballom, vendar je založba vztrajala pri tem, da njihov glavni pevec postane Južnoafričan Jean-Michel Byron. Preden je Byron postal član skupine, je ta posnela skladbo »Goin' Home«, ki jo je odpel Bobby Kimball. Skladba je izšla dosti kasneje na albumu Toto XX: 1977-1997, ki je vseboval še druge prej neizdane skladbe. Po Byronovem prihodu je skupina posnela štiri skladbe, ki so jih dodali kompilacijskemu albumu Past to Present 1977–1990. Toto so nato odšli na turnejo »Planet Earth«, ki je trajala od septembra do decembra 1990. Skupina se z Byronom ni razumela, saj se je med turnejo obnašal zelo vzvišeno in zvezdniško. Kmalu je Byron postal samo spremljevalni vokalist, po koncu turneje pa je bil odpuščen.
V tem obdobju je prišlo na dan, da je nekdanji pevec Bobby Kimball s svojo skupino koncertiral in se predstavljal pod imenom »Toto«. Aprila je bil zaradi obtožb o posedovanju prepovedanih drog aretiran nekdanji pevec Joseph Williams.

### Kingdom of Desirein smrt Jeffa Porcara (1991–1992)
Ker so znova ostali brez glavnega vokalista, je kitarist Steve Lukather postal glavni pevec in frontman skupine. Skupina je leta 1991 igrala na Jazz festivalu v Montreuxu in je posnela album Kingdom of Desire, ki je izšel pri založbi Columbia Records.
Jeff Porcaro je umrl 5. avgusta 1992 zaradi srčnega infarkta, star 38 let. Toto so zaradi Jeffove smrti skoraj razpadli, vendar je njegova družina vztrajala, naj skupina nadaljuje z delom. Simon Phillips je bil edini bobnar, ki ga je skupina povabila na avdicijo, saj je bil Porcaro njegov prijatelj in sta Lukather ter Phillips skupaj igrala na turneji s Santano in turneji z Jeffom Beckom na Japonskem leta 1986. Phillips se je skupini pridružil in odšli so na turnejo, ki so jo posvetili Jeffu. Leta 1993 je skupina ponovno izdala album v živo, Absolutely Live. Od leta 1991 je Lukather nadomeščal glavnega pevca. Na tej turneji pa je skupina v program dodala nekaj starejših skladb, ki so jih v originalu peli Kimball, Williams ali Frederiksen. Glavni vokalisti na teh skladbah so zato bili spremljevalni vokalisti: Fred White (1992 ga je zamenjal John James), Jackie McGee (1992 ga je zamenjala Donna McDaniel) in Jenny Douglas-McRae. John je pel »Stop Loving You« in Bobbyjev del pri »Rosanni«, Donna je pela »Home of the Brave« in »Angel Don't Cry«, Jenny pa »Hold the Line«. 14. decembra 1992 se je v dvorani Universal City's Universal Amphitheatre odvijal koncert v spomin Jeffa Porcara. Nastopajoči, med njimi Don Henley, Eddie Van Halen, Donald Fagen, Walter Becker, Boz Scaggs, James Newton Howard, Michael McDonald, Richard Marx in posebni gost George Harrison, so izvajali skladbe skupine Toto skupaj s preostalimi člani skupine. Po koncu turneje je skupina vzela premor, da so njeni člani lahko nadaljevali z lastnimi projekti.

### Prihod Simona Phillipsa inTambu(1995–1997)
Leta 1995 so Toto posneli album Tambu, prvi album s Simonom Phillipsom, pri založbi CBS. Album je vseboval tri single: »I Will Remember«, »Drag Him To The Roof« in »The Turning Point«. Pri snemanju sta sodelovala tudi John James in Jenny Douglas-McRae, ki sta pela spremljevalne vokale. Douglas-McRae je pri skladbi »Blackeye« pela glavni vokal, skladbo »Baby He's Your Man« pa je pela v duetu s Stevom Lukatherjem. Prodanih je bilo 600.000 izvodov.
Turneja Tambu je bila zelo uspešna, čeprav skupina ni koncertirala v Severni Ameriki. Konec leta 1995 je imel Simon Phillips težave s hrbtom, zato ga je na začetku turneje nadomeščal Gregg Bissonette. Skladbo »Hold the Line« sta tokrat v duetu izvajala James in Douglas-McRae. Po koncu turneje sta oba začasno prenehala nastopati s Toto.

### Toto XX, Vrnitev Bobbyja Kimballa inMindfields(1997–2001)
Leta 1997 je skupina praznovala 20. obletnico obstoja. Steve Lukather in David Paich sta zato brskala za starimi neobjavljenimi posnetki, ki so jih kasneje objavili na albumu Toto XX: 1977-1997. Album je vseboval en singl, »Goin' Home«. Po izdaji plošče je skupina odšla na krajšo turnejo skupaj z nekdanjimi člani Bobbyjem Kimballom, Stevom Porcarom in Josephom Williamsom. Po turneji »Toto XX« se je Bobby Kimball po 14 letih ponovno pridružil skupini. V začetku leta 1999 so izdali album Mindfields in nato odšli na turnejo »Reunion«, ki je prvič po šestih letih potekala tudi v ZDA. Novi album je imel tri single: »Melanie«, »Cruel« in »Mad About You«. Nekaj mesecev kasneje je skupina izdala še album v živo Livefields. Turneja se je uradno zaključila leta 2000, vendar je skupina odigrala nekaj koncertov tudi še v letu 2001. Leta 2000 si je David Paich vzel malo premora na turnejah, zato je namesto njega vskočil klaviaturist Jeff Babko. Leta 2001 je Paich ponovno začel koncertirati s skupino.

### Through the Looking Glassin 25. obletnica (2002–2003)
Leta 2002 je ob 25. obletnici delovanja skupina izdala album priredb Through the Looking Glass, kjer s priredbami skladb počastili glasbenike, kot so Bob Marley, Elton John, George Harrison in skupina Steely Dan, ki so vplivali na glasbeni slog skupine. Izšla sta dva singla, »Could You Be Loved« (priredba Boba Marleya) in »While My Guitar Gently Weeps« (priredba Beatlesov). Album ni bil komercialno uspešen in številni oboževalci so menili, da bi bilo bolje, če bi skupina ustvarila nove skladbe. Jubilejna turneja ob 25. obletnici delovanja se je začela leta 2002 in je trajala eno leto. Po turneji je skupina izdala DVD in album v živo 25th Anniversary - Live in Amsterdam. Tako album kot DVD sta izšla konec leta 2003.

### Greg Phillinganes in Paicheva delna upokojitev (2003–2005)
V začetku junija 2003, malo pred koncem turneje ob 25. obletnici, je David Paich zaradi bolezni v družini prekinil z nastopanjem. Namesto njega je vskočil Greg Phillinganes, ki je ostal do konca turneje. Konec leta 2003 je Paich znova zapustil skupino in zopet ga je nadomestil Phillinganes. V začetku leta 2004 so Toto odšli na krajšo turnejo, ki je trajala eno leto. David Paich se je pojavil le na nekaj koncertih, zato je Phillinganes igral na večini koncertov. Leta 2005 je Paich dokončno prenehal nastopati s skupino, vendar je ostal član skupine in je z njo posnel vse naslednje albume.

### Falling in BetweeninFalling in Between Live(2006–2008)
V začetku leta 2006 je skupina izdala nov album Falling in Between pri italijanski založbi Frontiers Records. To je bil njihov prvi album z novimi skladbami po letu 1999. Kot gosta sta na albumu sodelovala tudi Steve Porcaro in Joseph Williams. Po izdaji so zopet odšli na svetovno turnejo, ki so jo leta 2007 podaljšali. Na drugem delu turneje leta 2007 je namesto Mika Porcara, ki ga je mučila bolezen, kot basist vskočil Leland Sklar. Nekdanji pevec skupine Fergie Frederiksen se je kot gost pojavil na koncertu v Minneapolisu 5. maja 2007, prav tako je na nekaterih koncertih kot gost sodeloval Joseph Williams. Toto so po turneji pri založbi Eagle Records izdali dvojni album v živo Falling in Between Live. To je bil skupno njihov četrti album v živo. Leta 2008 je kot dodatek izšel še DVD s koncerta v Parizu, ki se je odvijal marca 2007.

### Razpad (2008) in ponovna obuditev (2010)
Po številnih govoricah in špekulacijah je Lukather 5. junija 2008 na uradni spletni strani objavil sporočilo, »da je zapustil Toto, da skupina ne obstaja več in da se sedaj želi posvetiti svoji solistični karieri«.
26. februarja 2010 se je skupina ponovno združila in odšla na evropsko turnejo v podporo Miku Porcaru, ki se je boril z amiotrofično lateralno sklerozo (ALS). Zasedbo so sestavljali David Paich, Steve Lukather, Steve Porcaro, Simon Phillips, Joseph Williams in posebni gost Nathan East. Poleti 2011 so odšli še na eno turnejo, kjer je kot spremljevalna vokalistka z njimi nastopila tudi Jenny Douglas. Njihov koncert, 17. julija 2011 v Veroni je bil posnet za izdajo DVD-ja, vendar ta še ni izšel zaradi težav z založbo. Na evropsko turnejo so ponovno odšli leta 2012.

### 35. obletnica, smrt Fergieja Frederiksna, odhod Simona Phillipsa in Keith Carlock (2013–2014)
Leta 2013 je skupina odšla na turnejo ob 35. obletnici ustanovitve. Njihov koncert 25. junija 2013 v Lodžu na Poljskem je bil posnet in izdan 29. aprila 2014. 5. novembra 2014 je skupina potrdila, da je v pripravi nov album. Skupina je začela s snemanjem v začetku leta 2014. 18. januarja 2014 je po dolgotrajni bitki z rakom umrl nekdanji pevec Fergie Frederiksen. Konec leta 2013 je skupina na uradni spletni strani objavila vest, da jo je zapustil Simon Phillips, ki se je želel posvetiti solistični karieri. Namesto njega je v skupino prišel bobnar Keith Carlock.

### Vrnitev Davida Hungatea in ameriška turneja z Michaelom McDonaldom (2014)
Čeprav je bil Keith Carlock član skupine, je na turnejo namesto njega odšel Shannon Forrest. Basist Nathan East, ki je skupini pomagal na turnejah, je zapustil Toto zaradi svojih projektov. Nadomestil ga je bivši prvi basist skupine David Hungate. Spomladi 2014 so odšli na turnejo skupaj z Michaelom McDonaldom.

### Toto XIVin smrt Mika Porcara (2015–2017)
Skupina je konec marca izdala svoj trinajsti studijski album Toto XIV in nato ponovno odšla na promocijsko svetovno turnejo. 15. marca 2015 je nekdanji basist Mike Porcaro po dolgotrajnem boju z ALS umrl v spanju v svojem domu v Los Angelesu. 6. aprila 2015 so Toto oznanili, da se bodo pridružili skupini Yes na poletni turneji po Severni Ameriki.
29. septembra 2015, je skupina razkrila načrt turneje leta 2016, ki se bo odvijala v Evropi in na Japonskem. Ustanovni član skupine David Hungate je ponovno zapustil skupino, zamenjal pa ga je Leland Sklar, ki je s skupino že igral na turnejah leta 2007 in 2008.
24. septembra 2016 je Lukather na Facebook portalu skupine razkril, da skupina pripravlja nov album, ki bo izšel pri založbi Sony.
6. marca 2017 je skupina na svoji spletni strani objavila datume o poletni turneji, kjer je nastopala v zasedbi Lukather, Paich, Williams in Porcaro, kot spremljevalni glasbeniki pa so nastopili Lenny Castro (tolkala), Shannon Forest (bobni), Warren Ham (saksofon, vokal) ter Shem von Schroeck (bas kitara).

### 40. obletnica,40 Trips Around the Sun,All In,Old Is Newin druga prekinitev delovanja (2018–2019)
9. februarja 2018 je skupina izdala nov kompilacijski album s tremi novimi skladbami 40 Trips Around the Sun, ki je izšel pri založbi Columbia. Skupina se je nato odpravila na svetovno promocijsko turnejo. Zasedbo na turneji so sestavljali Joseph Williams, Steve Lukather, David Paich in Steve Porcaro ter spremljevalni glasbeniki: Lenny Castro, Shannon Forrest, Warren Ham in Shem von Schroeck.
20. julija 2018 je skupina objavila, da se David Paich, zaradi težav z zdravjem ne bo udeležil turneje po Severni Ameriki. V njegovi odsotnosti ga bo na turnejah nadomeščal Dominique "Xavier" Talpin, ki je bil član spremljevalne skupine Princea.
Po evropskem delu turneje je skupina priredila skladbo skupine Weezer, "Hash Pipe", kot odgovor na njihovo priredbo skladbe "Africa". Skupina je skladbo izvajala kot dodatek na severnoameriškem delu turneje.
18. septembra 2018 je kitarist Steve Lukather izdal svojo avtobiografijo The Gospel According to Luke, komični pregled svojega življenja in glasbe.
6. novembra 2018 je skupina izdala set All In, ki je vseboval najnovejši studijski album, Old Is New. Album vsebuje tri nove skladbe, ki so izšle že na albumu 40 Trips Around the Sun, dokončane posnetke štirih starejših skladb, pri katerih so sodelovali tudi Jeff Porcaro na bobnih ter Mike Porcaro ali David Hungate na bas kitari ter še nekaj novih skladb.
2. januarja 2019 se je skupina podala na nadaljevanje promocijske turneje 40 Trips Around The Sun. Xavier Taplin je ostal zamenjava Davida Paicha. 20. septembra 2019 se je skupina odpravila na kratko turnejo po Severni Ameriki. Steve Lukather je pojasnil, da bo to zadnja turneja skupine za nekaj časa in da se napetosti znotraj skupine in njenega vodstva povečujejo zaradi nekaterih pravnih težav, kot je tožba vdove ustanovnega člana in bobnarja skupine Jeffa Porcara, Susan Porcaro-Goings. David Paich je s skupino otvoril turnejo v Los Angelesu, ko je igral in pel pri skladbah "Africa" in "Home of the Brave".
16. oktobra 2019 je Steve Lukather dejal, da bo zadnji koncert turneje, 20. oktobra 2019 v Filadelfiji, bil nekakšen konec takšne konfiguracije skupine Toto. Lukather je še dejal, da je v delu film o skupini in da bo napisal novo knjigo z naslovom The New Testament According to Luke. Paich se je skupini pridružil tudi na zadnjem koncertu v Filadelfiji, kjer je zopet izvedel skladbi "Africa" in "Home of the Brave".

## Studijsko delo (70. leta do začetka 90. let)
Pred in med delovanjem skupine, so člani kot studijski glasbeniki sodelovali s številnimi znanimi glasbeniki. Prvo sodelovanje, ki je vodilo tudi v nastanek skupine Toto, je bilo z Bozom Scaggsom, ko so Jeff Porcaro, David Paich, David Hungate ter stalni gostujoči sodelavec skupine Toto in oče bratov Porcaro, Joe Porcaro, igrali na uspešnem albumu Silk Degrees. Pred tem projektom so člani skupine v manjši meri sodelovali z izvajalci, kot so Steely Dan, Seals and Crofts in Sonny & Cher. Steve Lukather je prispeval pretežni kitarski del pri Jacksonovi skladbi "Beat It", čeprav je kitarski solo prispeval Eddie Van Halen. Jeff Porcaro je pri skladbi prispeval bobne, Steve Porcaro pa je na celotnem albumu Thriller programiral sintetizatorje ter bil soavtor skladbe "Human Nature".
Leta 1982 je David Foster produciral album Chicago 16, skupine Chicago. Producirati bi moral že njihov album Chicago XIV, vendar ga je namesto njega Tom Dowd. Pod Fosterjem je Chicago začel v svojo glasbo vnašati vse več prvin soft rocka, namesto prejšnjih prvin jazz fusiona in trobil. Pri snemanju je sodelovalo več studijskih glasbenikov, kar je nekoliko odbila Roberta Lamma. Med izbranimi studijskimi glasbeniki so bili tudi Steve Lukather, David Paich in Steve Porcaro, trije ustanovni člani skupine Toto.
Leta 1978 je David Foster povabil Davida Hungatea, Stevea Lukatherja, Stevea Porcara in Bobbyja Kimballa, da bi sodelovali pri snemanju Cooprovega albuma From the Inside. Člani skupine so igrali tudi z legendarnim jazz trobentačem Milesom Davisom, med ostale izvajalce, s katerimi so člani skupine kot studijski glasbeniki sodelovali, pa spadajo tudi Larry Carlton, Pink Floyd, Quincy Jones, Eric Clapton, Paul McCartney, James Newton-Howard, Michael McDonald, Eagles, Earth, Wind & Fire, Yes, Eddie Van Halen, Los Lobotomys, Yoso, Richard Page (iz skupine Mr. Mister, ki se je omenjal kot možen naslednik Bobbyja Kimballa) in Ringo Starr & His All-Starr Band.

## Glasbeni slog skupine
Medtem, ko je bil kalifornijski punk rock v razcvetu, so skupino Toto navdihnile skupine, kot so Kansas, Journey in Styx. Album Toto je mešanica pop rocka, progresivnega rocka, jazz-rocka in fusiona, kjer so se zgledovali po skupini Steely Dan. Skupina je kot svoje glavne vplive sprva navajala izvajalce, kot so The Beatles, The Beach Boys in Bee Gees.
Album Hydra je pretežno zmes soft rocka in simfoničnega rocka, pozna pa se tudi večja prisotnost sintetizatorjev, ki jih je v skladbah »Hydra« in »St. George and the Dragon« uporabil David Paich, saj naj bi s tem dobil bolj »srednjeveški zvok«. S skladbo »99« je skupina vstopila v obdobje »Rock FM«.
Z izdajo albuma Toto IV in njegovih hitov »Africa«, »Rosanna«, »Make Believe«, »Waiting For Your Love« in »I Won't Hold You Back« je skupina postala mednarodno znana. Takšne pop skladbe »power balade« so vrteli pretežno na ameriških in japonskih radijih. S Fergiejem Frederiksnom je skupina album Isolation posnela v bolj v stilu hard rocka, hkrati pa je ohranila zvok »Rock FM«.
Na albumih Fahrenheit in The Seventh One lahko slišimo fuzijo jazza, rocka in popa. Glavni vokalist skupine Toto na teh dveh albumih je bil Joseph Williams, pri skladbi »Don't Stop Me Now« pa lahko slišimo legendarnega jazzovskega trobentača Milesa Davisa.
Pri albumu Kingdom of Desire je bil band v fazi razvijanja zvoka. Kitare so nadomestile sintetizatorje, ki so postali vse bolj diskretni. Sam album združuje elemente hard rocka, jazza in funka. Kitara daje vsem skladbam bolj električni zvok Tudi na naslednjem albumu Tambu je kitara izpostavljena, vendar vseeno daje prostor klavirju. Po vrnitvi Bobbyja Kimballa na albumu Mindfields je zvok postal bolj uravnotežen, z elementi pop rocka.
Falling in Between je bil zaznamovan s prihodom klaviaturista Grega Phillinganesa, prav tako pa z vrnitvijo Steva Porcara (zvočni inženir) in Josepha Williamsa (spremljevalni vokal). Pri albumu so sodelovali tudi tolkalist Lenny Castro in zasedba trobil. Album je obogaten tako instrumentalno kot vokalno. Na albumu lahko slišimo veliko zvrsti od progresivnega rocka, jazza pa do hard rocka in heavy metala.
Zvok skupine se je ponovno spremenil z izidom albuma Toto XIV, ki je izšel skoraj deset let po izdaji albuma Falling in Between. Vlogo glavnega vokalista je zopet prevzel Joseph Williams, vrnila sta se Steve Porcaro in David Hungate. Simona Philipsa je na bobnih zamenjal Keith Carlock. Toto XIV je zmes pop rocka in progresivnega rocka.
Glasbeni slog skupine Toto je navdihnil več skupin med drugimi Cutting Crew, The Outfield, Glass Tiger in Night Ranger.

## Člani skupine

### Uradni člani
- David Paich – klaviature, vokal (1977–2005, 2010–2019; med letoma 2005 in 2008 ni sodeloval na turnejah)
- Jeff Porcaro – bobni, tolkala (1977–92; umrl leta 1992)
- Steve Lukather – kitare, vokal, klaviature (1977–2008, 2010–2019)
- Steve Porcaro – klaviatura, sintetizatorji, vokal (1977–1987, 1998, 2010–2019)
- David Hungate – bas kitara (1977–1982, 2014–2015)
- Bobby Kimball – vokal, občasno klaviature (1977–84, 1989, 1998–2008)
- Mike Porcaro – bas kitara, spremljevalni vokal (1982–2007; umrl leta 2015)
- Fergie Frederiksen – vokal (1984–85; umrl leta 2014)
- Joseph Williams – vokal (1986–1989, 1998, 2010–2019)
- Jean-Michel Byron – vokal, tolkala (1990–1991)
- Simon Phillips – bobni, tolkala, klaviature (1992–2008, 2010–14)
- Greg Phillinganes – klaviature, sintetizatorji, spremljevalni vokal (2005–08; gostujoč glasbenik 2003–08)
- Keith Carlock – bobni, tolkala (2014–15)

Nekdanji gostujoči glasbeniki
| - Lenny Castro – tolkala (1979–1987, 2015–2019) - Tom Kelly – kitara, spremljevalni vokal (1979) - Keith Landry – kitara, tolkala, spremljevalni vokal (1980) - James Newton Howard – klaviature (1982) - Timothy B. Schmit – spremljevalni vokal (1982) - Jon Smith – saksofon, tolkala, spremljevalni vokal (1982) - Paulette Brown – spremljevalni vokal (1985–87; umrla leta 1998) - Scott Page – saksofon, kitara, spremljevalni vokal (1985) - Warren Ham – saksofon, orglice, spremljevalni vokal (1986–88, 2017–2019) - Ralph Rickert – rog, spremljevalni vokal (1986–87) - Luis Conté – tolkala (1988) - John Jessel – klaviature, spremljevalni vokal (1990–2003) - Jackie McGhee – vokal (1990–91) - Chris Trujillo – tolkala (1990–93) - Jenny Douglas-Foote – vokal, tolkala (1990–93, 1995, 1996–97, 2011–12, 2014–2016) - Mabvuto Carpenter – vokal, tolkala (2010–2016) | - Denny Dias – kitara (1991) - Fred White – vokal (1991) - John James – vokal, tolkala (1992–97) - Donna McDaniel – vokal (1992–94) - Gregg Bissonette – bobni (1995; nadomeščal Simona Phillipsa) - Sofia Bender – vokal, tolkala (1996) - Buddy Hyatt – tolkala, kitara, spremljevalni vokal (1999) - Tony Spinner – kitara, vokal (1999–2008) - Jeff Babko – klaviature, vokal (2000; nadomeščal Davida Paicha) - Jon Farriss – bobni (2003; nadomeščal Simona Phillipsa) - Ricky Lawson – bobni, tolkala (2003; nadomeščal Simona Phillipsa) - Leland Sklar – bas kitara (2007/2008; nadomeščal Mika Porcara, 2015–2016) - Jory Steinberg – vokal (2010) - Nathan East – bas kitara, spremljevalni vokal (2010–14; nadomeščal Mika Porcara) - Amy Keys – vokal (2013–14) - Shannon Forrest – bobni, tolkala (2014–2019) - David Santos – bas kitara (2015; po odhodu Hungata in pred prihodom Sklara) - Shem von Schroeck – bas kitara, spremljevalni vokal (2017–2019) |

## Diskografija

### Studijski albumi
- Toto (1978)
- Hydra (1979)
- Turn Back (1981)
- Toto IV (1982)
- Isolation (1984)
- Fahrenheit (1986)
- The Seventh One (1988)
- Kingdom of Desire (1992)
- Tambu (1995)
- Mindfields (1999)
- Through the Looking Glass (2002)
- Falling in Between (2006)
- Toto XIV (2015)
- Old Is New (2018)

### Filmska glasba
- Dune (1984)

### Albumi v živo
- Greatest Hits Live...and More (1992)
- Absolutely Live (1993)
- Livefields (1999)
- 25th Anniversary - Live in Amsterdam (2003)
- Falling in Between Live (2007)
- 35th Anniversary - Live in Poland (2014)
- Live at Montreux 1991 (2016)
- 40 Tours Around the Sun (2019)

### Kompilacijski albumi
- Past to Present 1977–1990 (1990)
- Best Ballads (1995)
- Legend : The Best of Toto (1996)
- Greatest Hits (1996)
- Toto XX: 1977-1997 (1998)
- Super Hits (2001)
- Hold The Line - The Very Best of Toto (2001)
- The Very Best of Toto (2002)
- Greatest Hits ...and More (2002)
- Love Songs (2003)
- Africa (2003)
- The Essential Toto (2003)
- Rosanna — The Very Best of Toto (2005)
- The Very Best of Toto & Foreigner (2007)
- Hit Collection (2007)
- The Collection (2008)
- Playlist: The Very Best of Toto (2008)
- Africa — The Best of Toto (2009)
- Gold — Greatest Hits (2009)
- In the Blink of an Eye 1977–2011 (2011)
- 40 Trips Around the Sun (2018)
- All In 1978–2018 (2018)

## Priznanja
Za album Toto IV iz leta 1982, s katerim so dosegli preboj, so Toto prejeli številne nagrade, z ostalimi pa niso dosegli tolikšnega uspeha. Na podelitvi leta 1983 so osvojili šest grammyjev: za producenta leta, album leta in najboljšo zvokovno obdelavo ter za skladbo »Rosanna« še za posnetek leta, najboljši vokalni aranžma za dva ali več glasov in najboljši spremljevalni inštrumentalni aranžma. Album se je uvrstil na četrto mesto lestvice Billboard 200 in prejel trikratno platinasto certifikacijo v ZDA. Z njega je tudi njihov edini hit s prvega mesta ameriške lestvice, skladba »Africa«.

## Turneje
- 1979 – Toto Tour
- 1980 – Hydra Tour
- 1982 – Toto IV Tour
- 1985–1986 – Isolation Tour
- 1986–1987 – Fahrenheit Tour
- 1988 – The Seventh One Tour
- 1990 – Planet Earth Tour (Past to Present Tour)
- 1991 – Summer Tour
- 1992–1993 – Kingdom of Desire Tour
- 1993 – Summer Tour
- 1995–1996 – Tambu Tour
- 1997 – South African Tour
- 1998 – Toto XX tour
- 1999–2000 – Mindfields Tour
- 2001–2002 – Summer Tour
- 2002–2004 – 25th Anniversary Tour (Through the Looking Glass Tour)
- 2004–2005 – Summer Tour
- 2006–2008 – Falling in Between Tour
- 2010 – Mike Porcaro Honor Tour
- 2011 – In the Blink of an Eye Tour
- 2012 – Summer Tour
- 2013–2014 – 35th Anniversary Tour
- 2015–2016 – Toto XIV Tour (Yes & Toto Co-Headlining North American Summer Tour 2015) [74][75]
- 2017 – An Evening With Toto Tour
- 2018–2019 40 Trips Around the Sun Tour (40th Anniversary Tour)[76]